# Elias (Rapper)
Elias (* 20. April 1996 in Kinshasa, DR Kongo; bürgerlich Ali Bayila Bolonga) ist ein deutscher Rapper kongolesischer Herkunft aus Düsseldorf. Er war früher auch unter den Namen Elias Sweez und Young Sweezy aktiv.

## Musikalischer Werdegang
Elias ist 1996 in der kongolesischen Hauptstadt Kinshasa geboren und kam mit seiner Familie nach Deutschland, als er 4 Jahre alt war. Sie lebten erst in Duisburg und zogen dann nach Düsseldorf, wo Elias aufwuchs. Im Alter von 15 Jahren begann er mit dem Rappen, damals unter dem Künstlernamen Young Sweezy. Im Juli 2013 wurde er von dem Bonner Label Out4Fame unter Vertrag genommen und änderte im Zuge dessen seinen Künstlernamen in Elias Sweez. Bereits einen Monat später erschien seine Debüt-EP NRWs Freshster als kostenloser Download. 2014 trat er das erste Mal beim Out4Fame-Festival auf, welches von seinem Label organisiert wurde. Im Februar 2015 erschien seine zweite EP Meine Welt, ebenfalls zum kostenlosen Download.
Daraufhin erschienen eine Zeit lang keine Veröffentlichungen mehr, bis er schließlich 2017 unter seinem neuen Künstlernamen Elias als Feature-Gast auf dem Song Erdbeerwoche von KC Rebell und Summer Cem auftrat. Der Song erreichte in Deutschland Platz 65 der Charts und Elias’ Beteiligung sicherte ihm einen Platz als Support auf der Maximum-Tour von KC Rebell und Summer Cem, womit er einem größeren Publikum bekannt wurde. Ende 2017 beendete Elias seine Zusammenarbeit mit Out4Fame. Seine erste eigenständige Veröffentlichung ohne Label bildete der Song Upgrade, welcher am 8. Dezember 2017 veröffentlicht wurde. Seitdem arbeitet Elias stark mit den Duisburger Produzenten Juh-Dee und Young Mesh zusammen. Am 21. Juni 2019 erschien sein erstes Mixtape Flyest Alive mit Solo-Songs wie Remember the Name, Shot Clock und God is Great.
Im Januar 2020 unterschrieb Elias einen Vertrag mit dem Label Epic Records, das zu Sony Music Entertainment gehört. Seine erste Veröffentlichung unter dem neuen Label bildete der Song Benzo, der am 10. Januar 2020 veröffentlicht wurde und in Deutschland Platz 16 der Charts erreichte.

## Diskografie
Studioalben

| Jahr | Titel Musiklabel                      | Höchstplatzierung, Gesamtwochen, AuszeichnungChartplatzierungen (Jahr, Titel, Musiklabel, Platzierungen, Wochen, Auszeichnungen, Anmerkungen) | Höchstplatzierung, Gesamtwochen, AuszeichnungChartplatzierungen (Jahr, Titel, Musiklabel, Platzierungen, Wochen, Auszeichnungen, Anmerkungen) | Höchstplatzierung, Gesamtwochen, AuszeichnungChartplatzierungen (Jahr, Titel, Musiklabel, Platzierungen, Wochen, Auszeichnungen, Anmerkungen) | Anmerkungen                           |
| Jahr | Titel Musiklabel                      | DE | AT | CH | Anmerkungen                           |
| ---- | ------------------------------------- | --- | --- | --- | ------------------------------------- |
| 2020 | Came from Nothing Epic Records (Sony) | DE11 (2 Wo.)DE | AT9 (2 Wo.)AT | CH25 (2 Wo.)CH | Erstveröffentlichung: 28. August 2020 |